# جون اوكادا
جون اوكادا (بالإنجليزية: John Okada)‏ (23 سبتمبر 1923، سياتل في الولايات المتحدة - 20 فبراير 1971)؛ كاتب، أمين مكتبة وروائي أمريكي.